# STS-52
STS-52 var den femtioförsta flygningen i det amerikanska rymdfärjeprogrammet, den trettonde flygningen med rymdfärjan Columbia. Den sköts upp från Pad 39B vid Kennedy Space Center i Florida den 22 oktober 1992. Efter nästan tio dagar i omloppsbana runt jorden återinträdde rymdfärjan i jordens atmosfär och landade vid Kennedy Space Center.